# 怪盗夜想曲
怪盗夜想曲 (かいとうやそうきょく)は、2016年7月26日にサービスを開始されたソーシャルゲーム。GREE、Ameba、Google Play、App Store、Mobage、DMMで配信されている。基本プレイ無料、ジャンルは女性向け怪盗×恋愛育成SLG。通称「ファンノク」。
運営は株式会社エミック、キャラクターデザインは夏生。全25キャラ全員に声優がキャスティングされており、2017年7月に3キャラ追加が発表された。

## 声優
- レオン・ウィルソン：前野智昭
- ノア・ルーカス：浪川大輔
- カーティス・ロックハート：沢城千春
- フェリッド・オーウェン：小西克幸
- ルーシェル・ジョングルール：深町寿成
- ウルバノ：濱野大輝
- ジキル・ミシェルカ：岩端卓也
- 石川 竜右衛門：伊藤健太郎
- 石川 虎右衛門：阿部大樹
- 遠山 金士郎：古川慎
- ヴォルフ・レストレイド：杉山紀彰
- ルチノ・モラン：堀江瞬
- 早乙女 一馬：内田雄馬
- 神 九龍：津田健次郎
- ジャン・デヌリ：川原慶久
- ヘルムート・ブロー・シュバリエ：大須賀純
- エルロック・ショルメ：中島ヨシキ
- ウィリアム・ラブラドール：室元気
- ジャン＝マリー・ジェルマン：織田圭祐
- エドガー・ノートン：三浦勝之
- 回向院 楽：高梨謙吾
- ブルーノ・ブランコ：田所陽向
- ヴィクター・モリアーティ：藤原祐規
- 夏天：石井真
- アラン・バーネット：広瀬裕也
- ミカエル・ガニマール: 諏訪部順一
- イヴァン・クツーゾフ: 白井悠介
- 風間 小太郎：小林裕介